# Butte City
Butte City è una città (city) degli Stati Uniti d'America, situata nella contea di Butte, nello Stato dell'Idaho.